# ECOsystem Spaceborne Thermal Radiometer Experiment on Space Station

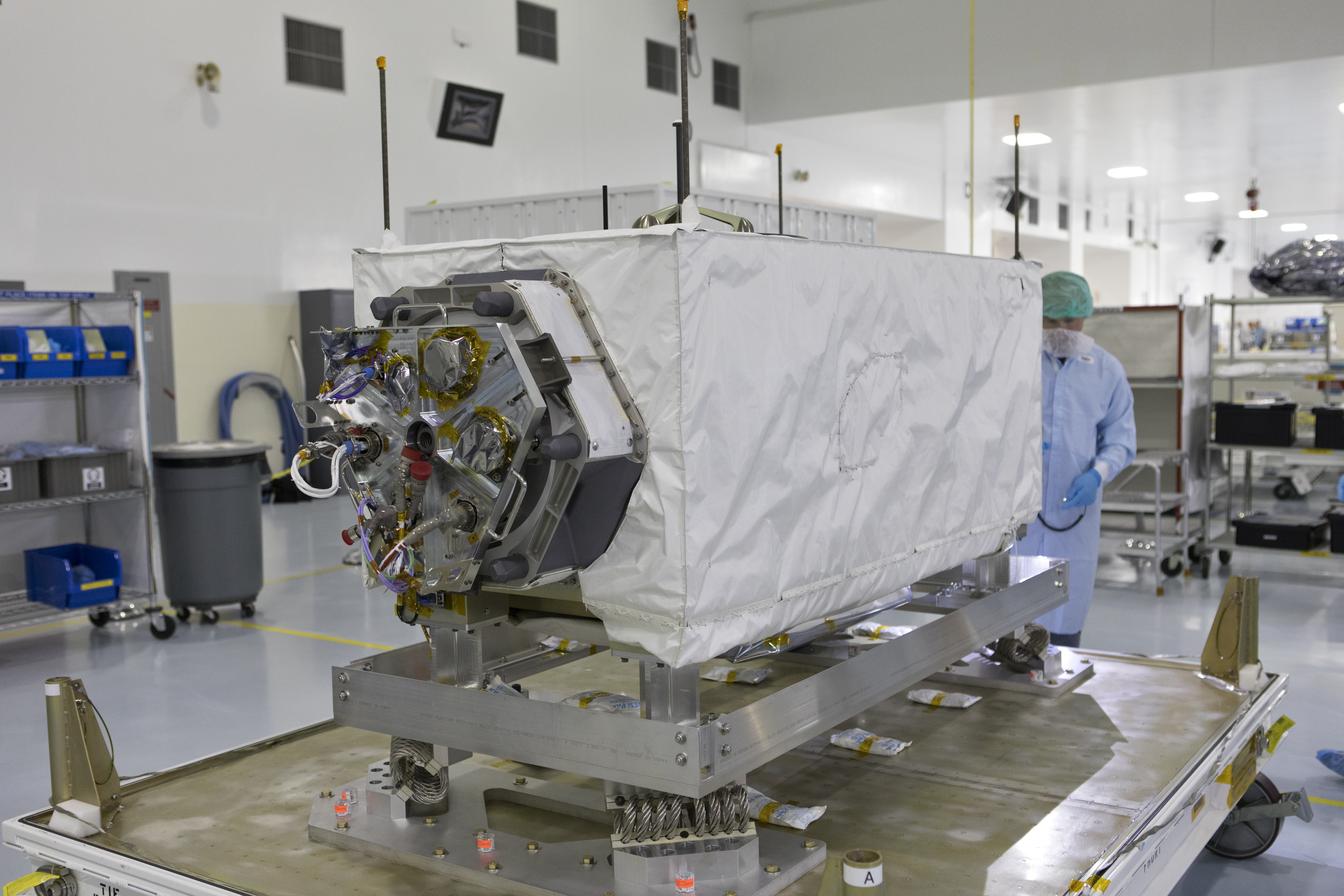
L'instrument ECOSTRESS est inspecté peu avant son lancement.

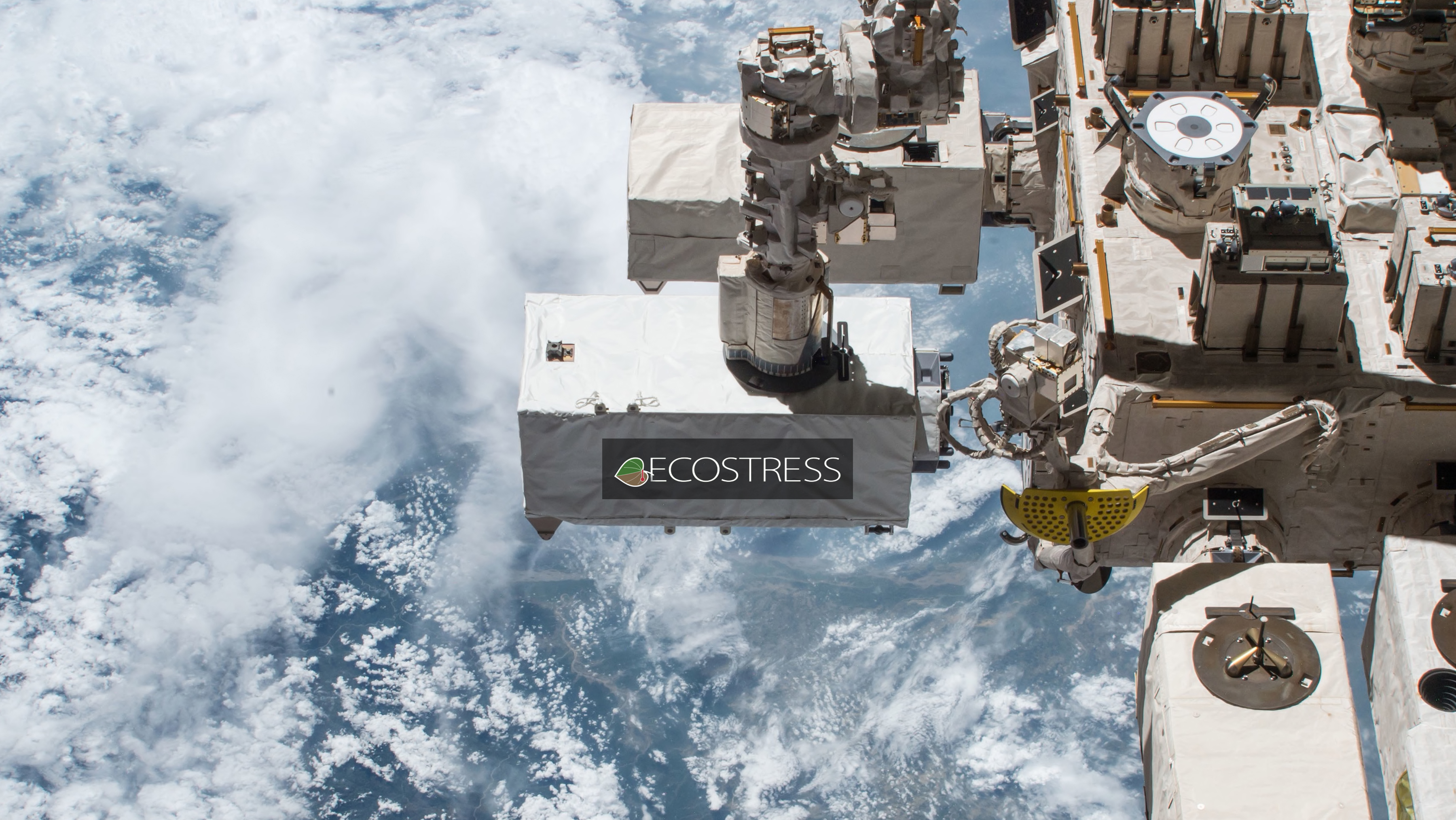
L'instrument ECOSTRESS opérationnel est fixé sur une plateforme de la Station spatiale internationale.

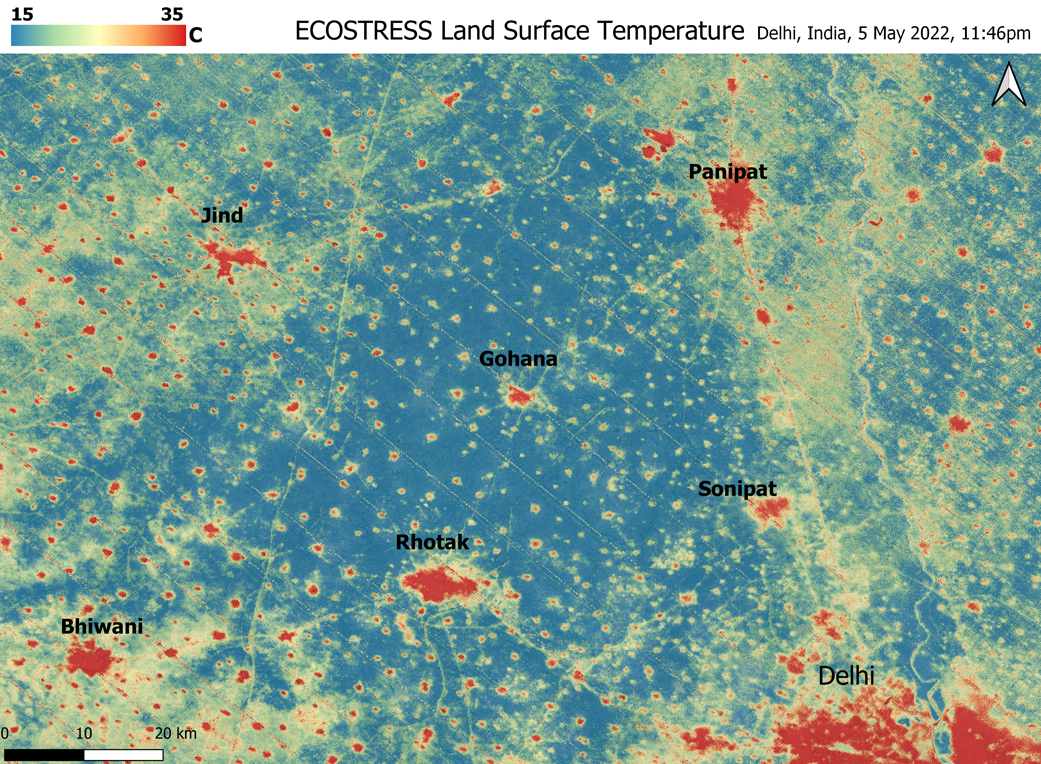
Carte des températures produite à partir des données d'ECOSTRESS dans la région de Delhi (Inde) mesurée durant une vague de chaleur.

ECOsystem Spaceborne Thermal Radiometer Experiment on Space Station, plus communément désigné par son acronyme ECOSTRESS, est un instrument développé par l'agence spatiale américaine, la NASA. Ce radiomètre fonctionnant dans l'infrarouge thermique qui doit contribuer à améliorer notre connaissance de la dynamique de l'eau et de l'évolution des écosystèmes induits par le changement climatique. L'instrument est installé à bord de la Station spatiale internationale. ECOSTRESS fait partie des missions de la NASA de la classe Earth Venture. Il a été sélectionné en 2014 et placé en orbite en 2018.

## Contexte
L'eau perdue par les plantes via leurs pores est un des processus fondamentaux de la vie végétale. L'évaporation du sol autour des plantes affecte également les plantes.

## Objectifs de la mission
ECOSTRESS doit réponde à trois questions scientifiques : 
- Comment la biosphère terrestre répond-elle aux changements affectant la quantité d'eau disponible ?
- Comment les changements affectant les ressources en eau au cours de la journée agissent sur le cycle de carbone ?
- Est-ce que la vulnérabilité des cultures peut être réduite par une suivi rapproché de la consommation en eau de l'agriculture et une meilleure estimation des sécheresses ?

Les objectifs scientifiques poursuivis par la mission sont les suivants :
- Identifier les seuils critiques d'utilisation de l'eau dans des zones clés (forêts situées dans les zones de transition tropicales et dans les régions boréales)
- Détecter la période, le lieu et les facteurs aboutissant à un déclin ou un arrêt des prélèvements en eau par les plantes durant le cycle diurne.
- Mesurer la consommation diurne de l'agriculture sur le territoire des États-Unis à une échelle spatio-temporelle suffisante pour améliorer les estimations de la sécheresse.

ECOSTRESS est un radiomètre qui doit être installé sur une plateforme située à l'extérieur de la Station spatiale internationale. Celle-ci circule sur une orbite basse (environ 400 kilomètres) avec une inclinaison orbitale de 51,65 degrés. L'instrument mesure la température (rayonnement infrarouge thermique) des plantes, ce qui permettra d'en déduire l'évapotranspiration. Ces mesures seront effectuées de manière prioritaire sur le territoire continental des États-Unis ainsi que sur des régions agricoles clés situées en Europe et en Asie du Sud-est.

## Historique
La mission ECOSTRESS, proposée par Simon Hook du Jet Propulsion Laboratory, est sélectionnée en juillet 2014 avec l'instrument Gedi par la NASA pour devenir une mission de la classe Earth Venture. Ces missions de l'agence spatiale américaine sont caractérisées par des coûts faibles associés à des risques élevés et relèvent du domaine de l'observation de la Terre. L'équipe du projet ECOSTRESS dispose d'une solide expérience dans le domaine : Hook était le responsable scientifique d'un instrument similaire (ASTER) installé sur le satellite d'observation de la Terre Terra. L'instrument est placé en orbite par une mission de ravitaillement (Spx-15) de la Station spatiale internationale le 29 juin 2018 et installé sur une structure externe du module japonais. La mission d'une durée initiale de un an est prolongée en 2019,.

## Caractéristiques techniques
L'instrument ECOSTRESS est un radiomètre qui dérive d'un prototype baptisé PHyTIR (Prototype HyspIRI Thermal Infrared Radiometer) développé par une division de la NASA afin de démontrer la faisabilité d'un tel instrument et de réduire les coûts et les risques. Sa masse est de 490 kilogrammes. Il mesure le rayonnement infrarouge thermique dans trois bandes spectrales entre 8 et 12,5 microns. La résolution spatiale est de 35 mètres dans le sens du déplacement de la station spatiale et de 69 mètres dans la direction perpendiculaire à celui-ci. La précision radiométrique (température) est de 0,3 kelvin (à 300 kelvin) et la périodicité de revisite est de quelques jours.